# Сигнаївка (станція)
Сигнаївка — проміжна залізнична станція Шевченківської дирекції Одеської залізниці на неелектрифікованій лінії Цвіткове — Христинівка між станціями Цвіткове (11 км) та Шпола (10 км). Розташована в однойменному селі Звенигородського району Черкаської області. Від станції відгалужується під'їзна колія до Лебединського насінньового заводу, до якої в свою чергу примикають під'їзні колії Сигнаївського комбінату хлібопродуктів та приватного підприємства «Облпаливо».

## Історія
Станція відкрита 1886 року на вже існуючій Фастівській лінії.
У 2018 році на станції відбувалися зйомки українського історичного фільму «Крути 1918». У зйомках в цілому було задіяно близько 1000 акторів та 2000 одиниць зброї, а у  зйомках батальних сцен брали участь 150 військових Національної гвардії України.

## Пасажирське сполучення
На станції Сигнаївка зупиняються приміські дизель-поїзди сполученням Черкаси — Христинівка / Умань.